# Aldi Mahendra
Aldi Satya Mahendra (* 27. Juni 2006 in Bantul) ist ein indonesischer Motorradrennfahrer.
Mahendra gab 2022 sein Debüt in der Supersport-300-Weltmeisterschaft für BrCorse. Er übernahm den Platz von Filippo Rovelli und zeigte mit einem siebten und einem achten Platz auf dem Circuit de Barcelona-Catalunya einen starken Einstand.
2023 fuhr Mahendra in einer Nachwuchsklasse, der R3 bLU cRU Championship, in der er für BrCorse den Titel einfuhr. Er absolvierte darüber hinaus in der Supersport-300-WM in  Most einen Gaststart für dasselbe Team. Bereits am Samstagsrennen kämpfte er lange um den Sieg, nachdem er jedoch zusammen mit einigen anderen Fahrern die Box ansteuerte, um auf Regenreifen zu wechseln, fiel er auf eine Runde hinter den Führenden und späteren Sieger Lennox Lehmann, der auf Slicks geblieben war, zurück. Zwar konnte Mahendra sich noch mit den Regenreifen zurückrunden und fuhr die schnellste Rennrunde, dennoch verpasste er als 16. erstmals die Punkte. Dafür war er beim Sonntagsrennen nach einem Überholmanöver gegen Jose Manuel Osuna Saez in der letzten Kurve siegreich (abermals mit der schnellsten Runde) und wurde damit der zweite indonesische Rennsieger einer Motorrad-Weltmeisterschaft nach, ebenfalls in der Supersport 300, seinem älteren Bruder Galang Hendra Pratama, welcher im selben Rennen ebenfalls zwischenzeitlich geführt hatte. 2024 wurde Aldi Mahendra in seiner Rookie-Saison Weltmeister und schrieb damit als erster indonesischer Gesamtsieger einer internationalen Motorradmeisterschaft Geschichte.
2025 steigt Mahendra in die Supersport-Weltmeisterschaft auf. Er fährt für das bLU cRU Evan Bros. Team an der Seite von Can Öncü.

## Statistik

### Erfolge
- 2023 – R3 bLU cRU Cup-Gesamtsieger
- 2024 – Supersport-300-Weltmeister

## In der Supersport-300-Weltmeisterschaft
| Saison | Team         | Motorrad      | Rennen | Siege | Zweiter | Dritter | Poles | Schn. Runden | Punkte | Ergebnis    |
| ------ | ------------ | ------------- | ------ | ----- | ------- | ------- | ----- | ------------ | ------ | ----------- |
| 2022   | Team BrCorse | Yamaha YZF-R3 | 2      | –     | –       | –       | –     | –            | 17     | 26.         |
| 2023   | Team BrCorse | Yamaha YZF-R3 | 2      | 1     | –       | –       | –     | 2            | 25     | 22.         |
| 2024   | Team BrCorse | Yamaha YZF-R3 | 16     | 1     | 4       | 3       | 1     | 2            | 222    | Weltmeister |
| Gesamt | Gesamt       | Gesamt        | 20     | 2     | 4       | 3       | 1     | 4            | 264    |             |

Stand: Saisonende 2024